# Demobilization
Nell'ambito della psicologia dell'emergenza, la Demobilization è la particolare forma di Defusing post-intervento critico che viene effettuata con gruppi o squadre di soccorritori - volontari e/o professionisti - al termine di operazioni di soccorso di particolare intensità, complessità o rilievo emotivo.
Il rischio di traumatizzazione secondaria negli operatori del soccorso è elevato; al termine di interventi di soccorso comprendenti particolari fattori di rischio psicologico (lavoro di soccorso in situazioni di emergenza coinvolgenti minori; situazioni critiche caratterizzate da forti rischi per l'incolumità fisica dei soccorritori; episodi di violenza diretta contro il personale di soccorso; ferimento o decesso di un componente della squadra; situazione operativa di estrema lunghezza, fatica o difficoltà tecnica, etc.), è ritenuta quindi una corretta forma di prevenzione primaria l'esecuzione di una breve fase informale di "decompressione emotiva" tra pari (peer support), spesso strutturata sotto forma di un "Defusing adattato".
In molti casi, infatti, la stessa procedura del Defusing classico è ritenuta un po' troppo rigida e strutturata per la Demobilization "a caldo"; si preferisce quindi, in questi casi, organizzare un semplice momento di "cesura simbolica" con la situazione operativa appena trascorsa, che permetta di far decantare brevemente i vissuti personali più intensi, di "dare parola ai vissuti" condividendo e discutendone il carico emotivo con i colleghi, e che sancisca simbolicamente il passaggio e rientro del soccorritore dal "luogo e tempo dell'emergenza" al "luogo e tempo della normalità quotidiana" (con i relativi vissuti).
Alla Demobilization possono eventualmente seguire, nei giorni successivi ed in base alle esigenze manifestatesi, dei Debriefing, delle articolazioni di CISM, o delle eventuali sedute di consulenza psicologica di crisi (gruppale o individuale).